# Yuba River
Der Yuba River ist ein Fluss in Kalifornien. Er ist ein bedeutender Zufluss zum Feather River, der seinerseits in den Sacramento River fließt. 
Der Fluss hat mehrere sich stark verzweigende Quellflüsse, die weit in die Sierra Nevada hineinreichen. Der nördliche Ast beginnt in der Hochebene beim Gold Lake und speist das New Bullards Bar Reservoir, einen Stausee bei Clamptonville im Oak Valley, der vom New Bullards Bar Dam abgeschlossen wird. Der mittlere Ast beginnt am Jackson Meadows Reservoir, ebenfalls einem Stausee. Er vereinigt sich gleich unterhalb des New Bullards-Staudamms mit dem nördlichen Zufluss. Ein Tunnel zweigt einen Teil des Wassers oberhalb des Zusammenflusses ab und speist den Stausee. 
Der südliche Ast beginnt am Lake Spaulding, auch ein Stausee. Gemeinsam fließen sie durch den vierten großen Stausee innerhalb des Einzugsbereichs, das Englebright Reservoir. Von dort fließt der Fluss in östlicher Richtung durch die Yuba-Goldfelder, die besonders während des Goldrauschs in Kalifornien bedeutsam waren. Er mündet in Yuba City in den Feather River. 
Der Yuba wurde vermutlich von frühen spanischen oder mexikanischen Expeditionsteilnehmern so genannt, die hier wild wachsende Weintrauben gefunden haben. Der Name entspricht einer alternativen Schreibweise des spanischen Wortes uva, das Weinbeere bedeutet. Möglicherweise stammt der Name auch von einer indianischen Siedlung beim heutigen Yuba City, die „Youboom“ (gesprochen „Yubum“) hieß.

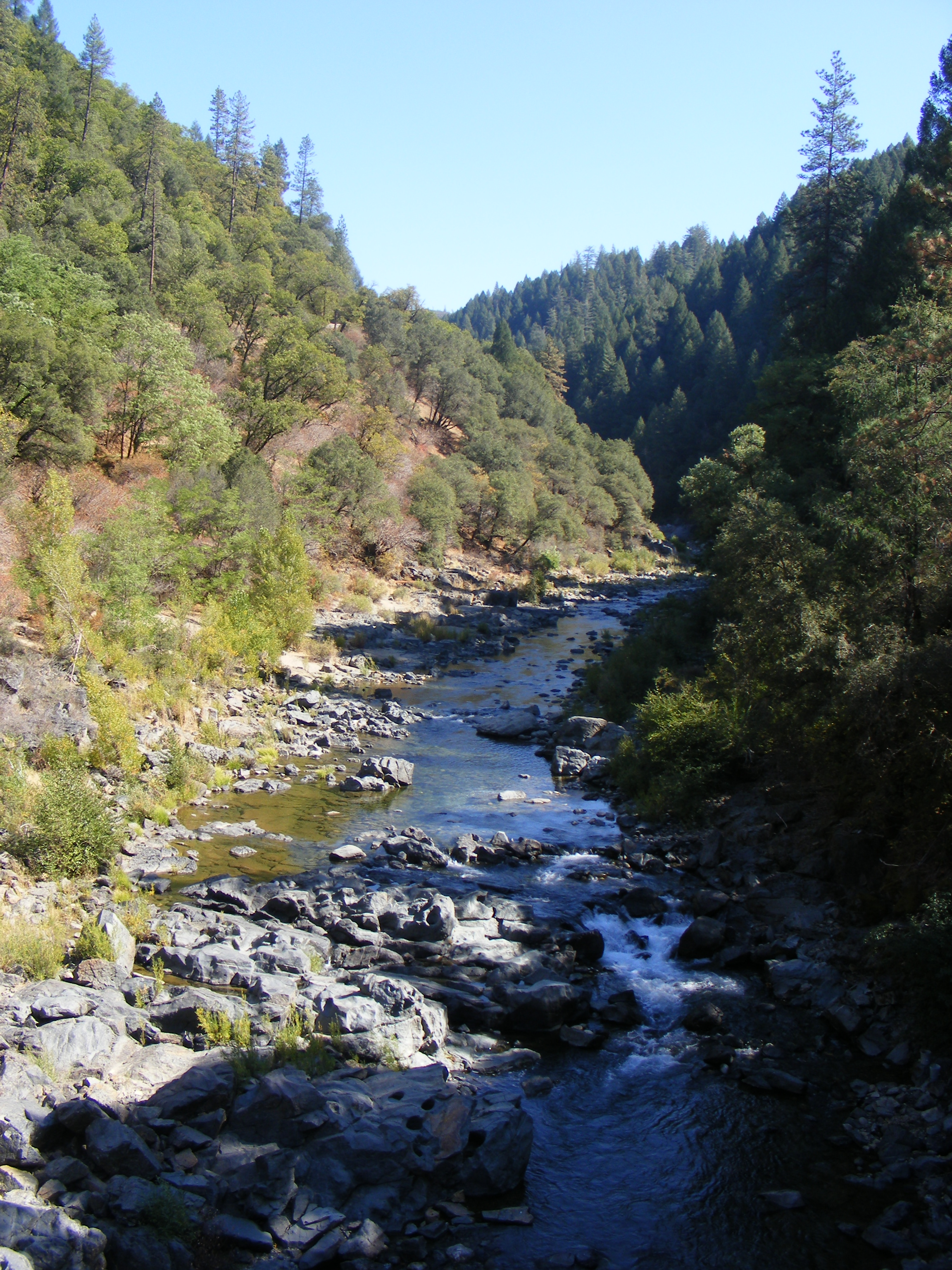
Der Süd-Yuba von der North Bloomfield Road-Brücke
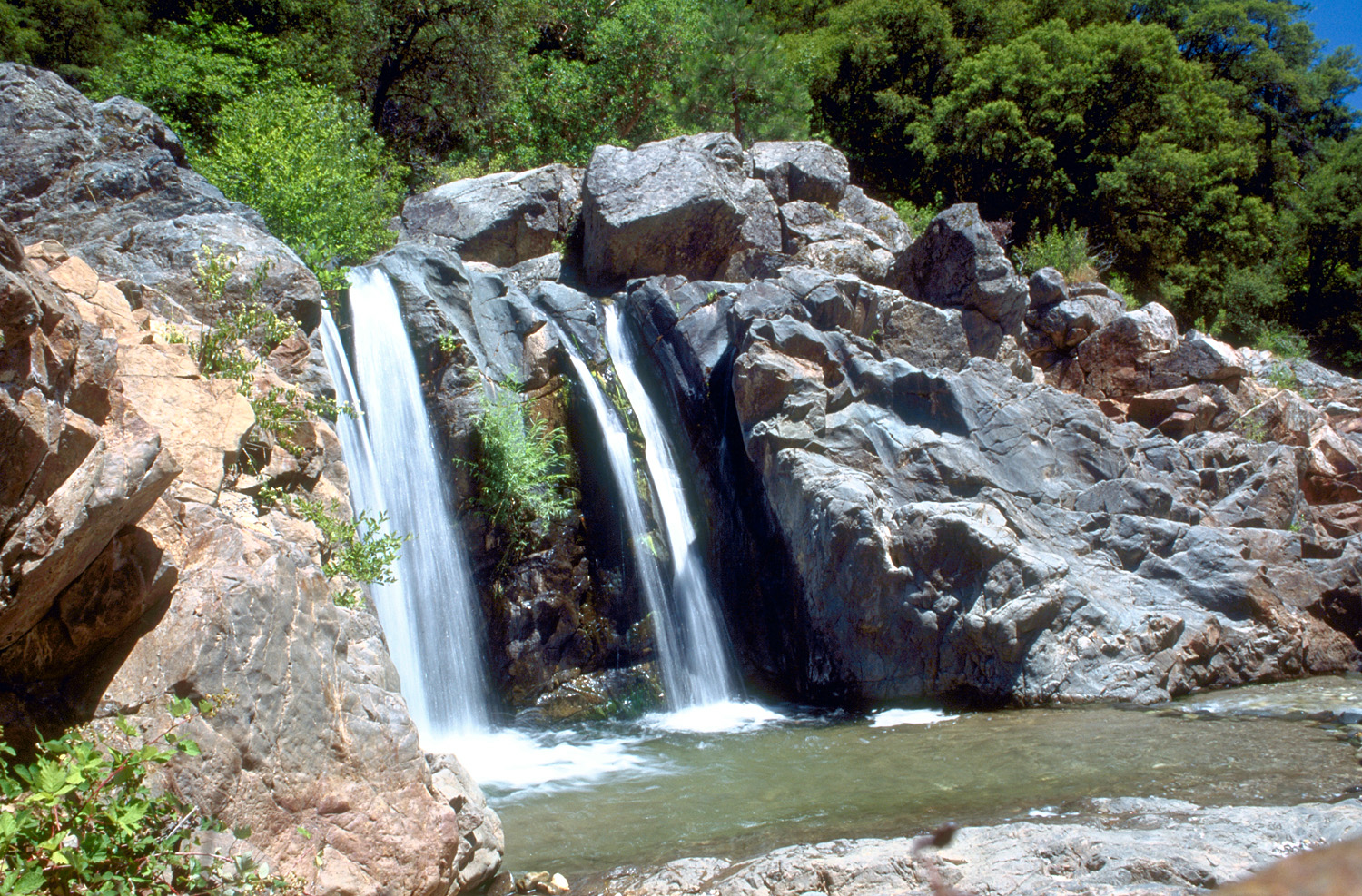
Ein Wasserfall am Süd-Yuba im South Yuba River State Park
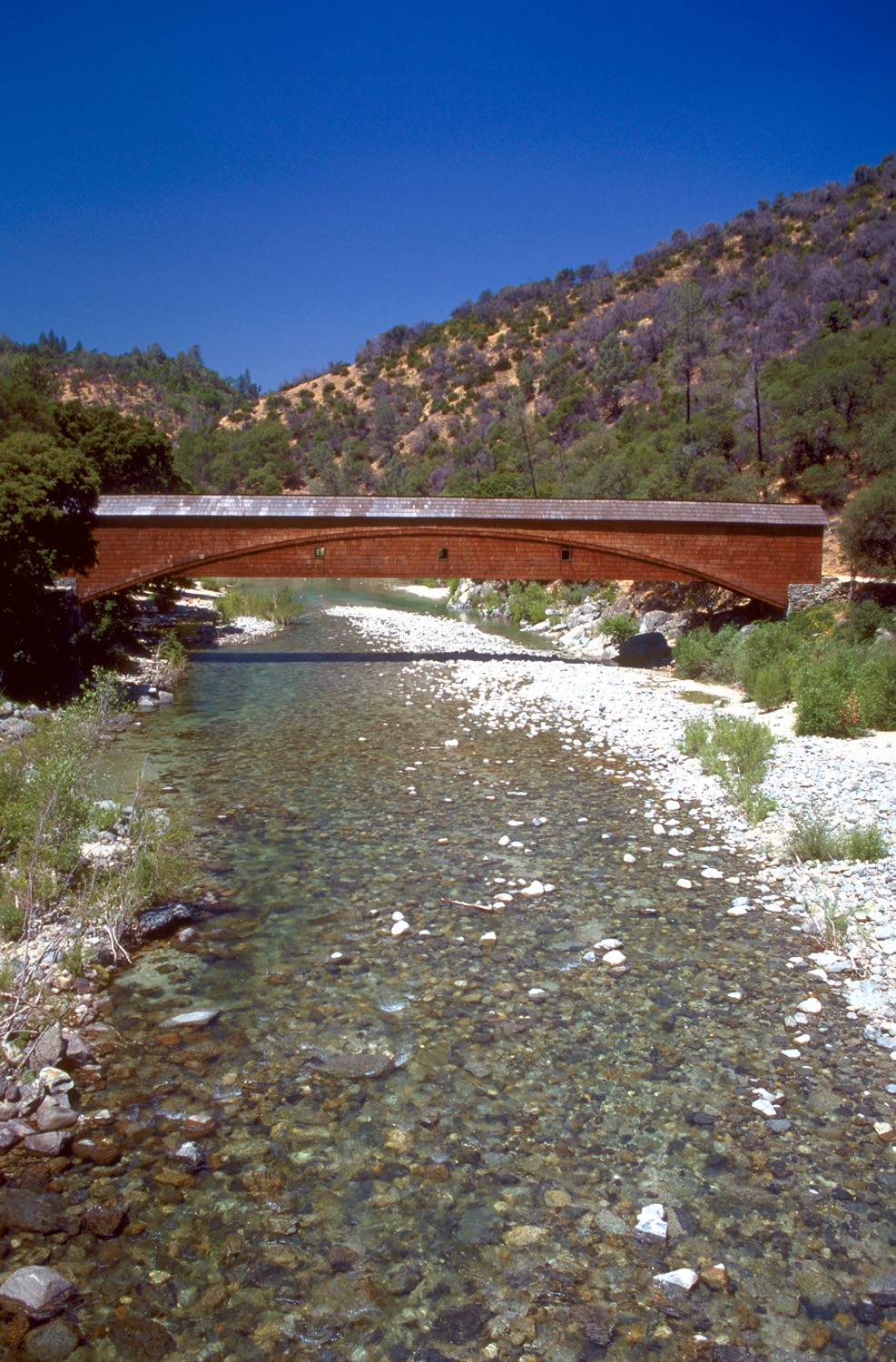
Eine gedeckte Brücke am South Yuba River
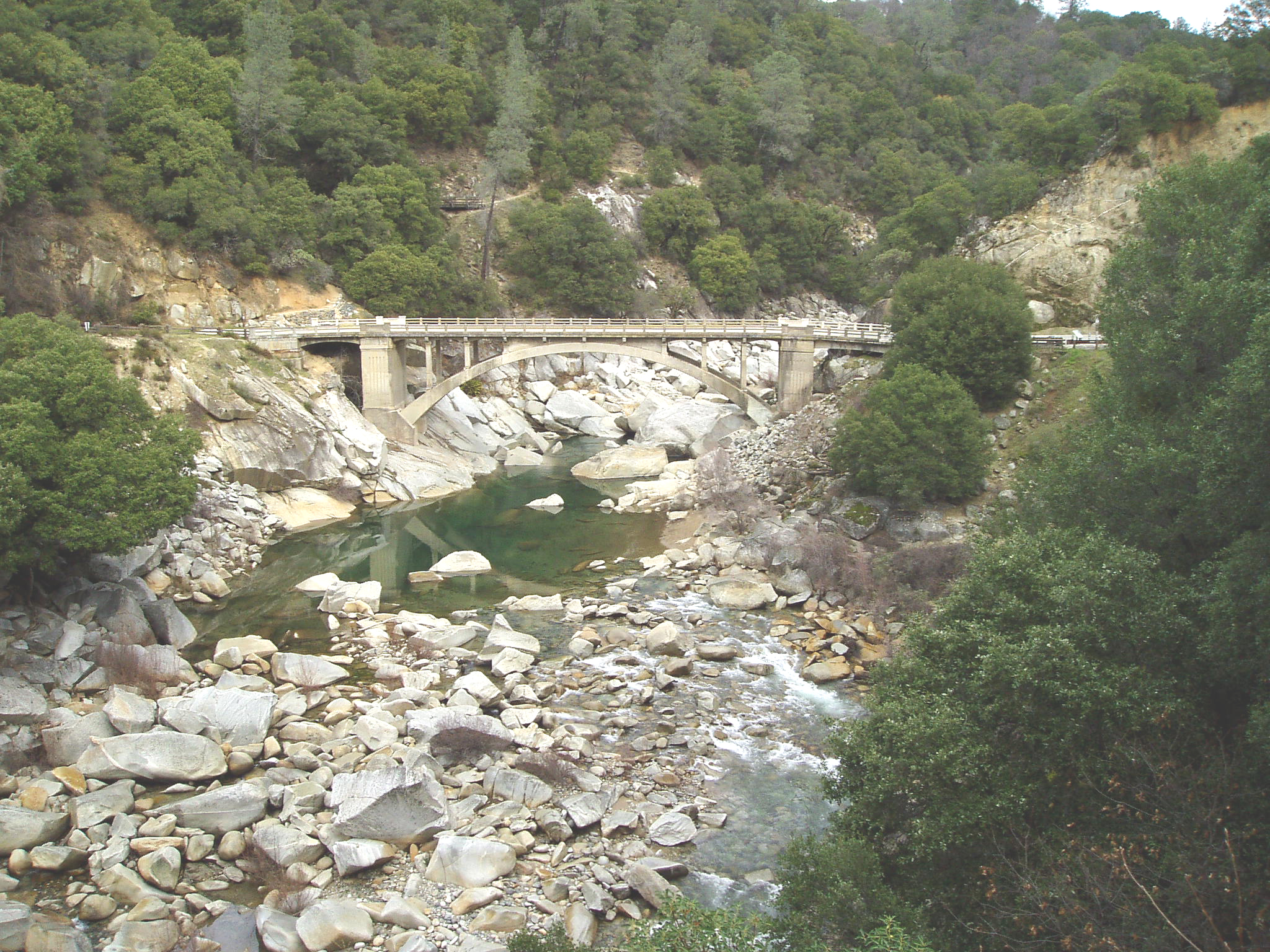
Der State Highway 49 überquert den South Yuba River